# Јонас Кинде
Јонас Кинде (енгл. Yonas Kinde; 7. мај 1980) је етиопски атлетичар и масажни терапеут.

## Биографија
Рођен је 7. маја 1980. у Етиопији. Од 2012. живи у Луксембургу, а од 2013. године је под њиховом међународном заштитом. Због статуса избеглице није могао да се такмичи на међународним такмичењима иако је испуњавао остале услове. Међународни олимпијски комитет га је 3. јула 2016. изабрао за избеглички олимпијски тим са десет спортиста на Летњим олимпијским играма 2016. у дисциплини маратон за мушкарце. Говори француски, енглески, луксембуршки и амхарски језик.

## Такмичења
| Година                           | Такмичење             | Место          | Позиција | Дисциплина | Време   |
| Представљање спортиста избеглица |                       |                |          |            |         |
| 2016.                            | Летње олимпијске игре | Рио де Жанеиро | 90       | Маратон    | 2:24:08 |

## Лични рекорди
- 1500 m – 3:56,56 у Кирхбергу, 18. фебруар 2014.
- 3000 m – 8:38.10 у Кирхбергу, 30. јануар 2016.
- 5000 m – 14:32,69 у Шифлангу, 4. август 2013.
- 8 km пут – 23:05 у Триру, 31. децембар 2013.
- 10 km пут – 30:01 у Лангсуру, 9.  новембар 2013.
- Полумаратон – 1:03:22 у Ремичу, 28. септембар 2014.
- Маратон – 2:17:31 у Франкфурту, 25. октобар 2015.
- Маратон – 2:17:12 у Франкфурту, 31. октобар 2022.
- Полумаратон – 1:04:33 у Рејмеху, 25. септембар 2022.